# 黑叉齒龍鰧
黑叉齿龙鰧（学名：Chiasmodon niger），又名叉齿鱚、艾齿鱼、黑叉齒魚、大口叉齿龙鰧，俗稱黑狗母，為叉齒鱚科叉齿龙鰧属下的模式物種。广泛分布于全球温带至热带水域，已知生活的水域深度約 300 至 3900 公尺（多生活於 750 至 1900 公尺之間）。
其种加词“niger”意为“黑色的”。

## 辨識特徵
體長約 20 公分，最大能成長至 25 公分。頭部狹長，身體細長且侧扁。眼睛大小中等。口极大且可扩张，牙齒尖銳，頜骨為二列尖齒，前部為三枚大犬齒，（與上顎相比）下顎較長。胸鰭細長，但末端未達第二背鰭基底起始點下方，具 12 至 15 條硬棘；腹鰭不明顯，具 5 條硬棘；前位背鰭較小，具 10 至 12 條硬棘，後背鰭基底較長，具 1 條硬棘與 26 至 29 條軟條；臀鰭與第二背鰭相對，具 1 條硬棘與 26 至 29 條軟條；尾鰭呈叉型，具 9 條硬棘。體色呈黑褐色或黑色，體表無鱗片。

## 生態習性
以捕食其他鱼类为生，常常所捕捉的猎物远远比自己的身体还大。